# Slag bij Octodurus
De Slag bij Octodurus was een veldslag tijdens de Gallische Oorlog tussen de Romeinse Republiek onder leiding van Servius Sulpicius Galba, en de Seduni en Veragri. 

## Achtergrond
Nadat Julius Caesar naar Italië was gegaan om daar te gaan overwinteren, beval hij Servius Galba om met het twaalfde legioen naar de Alpen te reizen. De reden hiervan was dat hij de handelsroutes in de Alpen, die geteisterd werden door Gallische overvallers, moest beveiligen voor handelaren. Caesar gaf toestemming aan het legioen om ook daar te overwinteren.
Galba leverde met succes enkele veldslagen tegen de opstandige Gallische stammen en veroverde een aantal forten. De Galliërs stuurden daarop gezanten om over vrede te onderhandelen. Die kregen ze, ze mochten zelfs enkele gebieden behouden. Galba plaatste twee cohorten bij de Nantuates en zelf overwinterde hij met de overige soldaten in Octodurus, een dorp van de Veragri. Hierdoor konden ze veilig overwinteren nadat ze een wal opgetrokken hadden en een gracht hadden aangelegd.
Toen Galba al enkele dagen in zijn winterkamp verbleef, gaf hij het bevel om graan te laten brengen. Plotseling kreeg hij te horen dat de Galliërs uit het deel van het dorp dat ze mochten houden allemaal waren weggegaan en dat een grote groep Veragri en Seduni de bergen hadden bezet. Op dit moment waren de versterkingen nog niet volledig afgewerkt en er was nog niet voldoende graan en andere voorraden. 

## De slag
Terwijl de bevelhebbers aan het overleggen waren over wat ze nu moesten doen, vielen de Galliërs aan. Ze renden van alle kanten naar beneden en bestookten de muur met stenen en werpspiesen. De Romeinen stelden zich dapper te weer. Ze wierpen vanaf hun hogere positie hun pilum naar de Galliërs. Maar omdat de Galliërs met zo veel meer waren, hadden ze geen tijd om te rusten en raakten ze snel uitgeput. 
Toen er al ruim zes uur aan een stuk gevochten was, konden de Romeinen zich niet meer goed verweren omdat hun krachten op en hun wapens kapot waren. De Galliërs verhevigden hierop hun offensief, ze begonnen de palissaden om te werpen en de gracht dicht te gooien. Toen besefte Galba dat er nog maar één redmiddel was: een uitval doen. Hij liet de soldaten alle vijandelijke projectielen tegenhouden zonder te vechten, zodat ze even zouden kunnen uitrusten. Vervolgens, toen het teken gegeven werd, deden ze met hernieuwde krachten een uitval. 
De Galliërs kregen niet de kans om zich te realiseren wat er gebeurde of zich te hergroeperen. Degenen die waren gekomen om het kamp te veroveren werden nu van alle kanten omsingeld en gedood. De Romeinen achtervolgden de overlevenden en dwongen hen om hun wapens af te geven. 

## Nasleep
Na deze slag wilde Galba zijn geluk niet nog eens beproeven. Het gebrek aan graan en voorraden baarde hem zorgen. Hij stak alle gebouwen in brand en marcheerde terug. Hij keerde zonder tegenstand te ondervinden terug naar het gebied van de Allobroges, waar hij overwinterde.